# Slammiversary (2008)
Slammiversary (2008) – gala wrestlingu zorganizowana przez amerykańską federację Total Nonstop Action Wrestling (TNA), nadawana na żywo w systemie pay-per-view. Odbyła się 8 czerwca 2008 r. w DeSoto Civic Center w Southaven. Była to czwarta gala z cyklu Slammiversary, a zarazem szóste pay-per-view TNA w 2016 r. Federacja obchodziła szóstą rocznicę powstania.
Karta walk składała się z siedmiu pojedynków, w tym trzech o tytuły mistrzowskie, a wydarzenie poprzedził dark match. Walką wieczoru był King of the Mountain match o TNA World Heavyweight Championship, w którym Samoa Joe obronił tytuł po pokonaniu Bookera T, Christiana Cage’a, Rhino i Roberta Roode’a. Petey Williams obronił TNA X Division Championship w spotkaniu przeciw Kazowi. W innym pojedynku TNA World Tag Team Championi, The Latin American Xchange (Hernandez i Homicide pokonali Team 3D (Brother Ray i Brother Devon). 
Czwarta gala Slammiversary była pamiętna z kilku powodów. Samoa Joe obronił mistrzostwo w King of The Mountain matchu jako pierwszy zawodnik w historii federacji. The Wrestling Observer Newsletter podał informację, że liczba zakupionych pay-per-view tego wydarzenia wyniosła 20 000, natomiast na widowni zasiadło 2 000 widzów. Po zakończeniu gali doszło do wypadku, w którym jedna osoba zginęła, zaś druga została ranna.
Jon Waldman, redaktor portalu internetowego Canadian Online Explorer, ocenił tę edycję gali na 7 w 10-punktowej skali.

## Wyniki walk
| Nr                                                                                    | Wyniki | Stypulacje | Czas  |
| ------------------------------------------------------------------------------------- | --- | --- | ----- |
| 1D                                                                                    | The Motor City Machine Guns (Alex Shelley i Chris Sabin) pokonali The Rock ’n Rave Infection (Lance’a Hoyta i Johnny’ego Devine’a) (z Christy Hemme) | Tag Team match | –     |
| 2                                                                                     | Petey Williams (z Rhaką Khan i Scottem Steinerem) (c) pokonał Kaza                                                                                   | Singles match o TNA X Division Championship                                                                        | 15:25 |
| 3                                                                                     | Gail Kim, ODB i Roxxi pokonały The Beautiful People (Angelinę Love, Velvet Sky) i Moose'a                                                            | Six Woman Tag Team match                                                                                           | 10:13 |
| 4                                                                                     | The Latin American Xchange (Hernandez i Homicide) (z Héctorem Guerrero i Salinas) (c) pokonali Team 3D (Brothera Devona i Brothera Raya)             | Tag Team match o TNA World Tag Team Championship                                                                   | 15:00 |
| 5                                                                                     | Awesome Kong (z Raishą Saeed) pokonała Serenę Deeb                                                                                                   | Singles match | 02:30 |
| 6                                                                                     | Awesome Kong (z Raishą Saeed) pokonała Josie Robinson                                                                                                | Singles match | 02:25 |
| 7                                                                                     | A.J. Styles pokonał Kurta Angle'a (z Tomko) | Singles match | 22:45 |
| 8                                                                                     | Samoa Joe (c) pokonał Bookera T, Christiana Cage’a, Rhino i Roberta Roode’a                                                                          | King of the Mountain match o TNA World Heavyweight Championship z udziałem Kevina Nasha jako specjalnego enforcera | 19:52 |
| (c) – mistrz/mistrzyni przed walkąD – walka była dark matchem (nietransmitowana w TV) | | |       |

### King of the Mountain match
| Nr         | Wrestler       | Wrestler przypięty lub zmuszony do poddania | Sposób |
| ---------- | -------------- | ------------------------------------------- | --- |
| 1          | Booker T       | Rhino                                       | Booker T przypiął Rhino po wykonaniu Book End                                                                                      |
| 2          | Robert Roode   | Christian Cage                              | Roode przypiął Cage'a, gdy uderzył krzesełkiem w drabinę trzymaną przez Cage'a, a ta spadła mu na głowę                            |
| 3          | Rhino          | Robert Roode                                | Rhino przypiął Roode'a po roll-upie                                                                                                |
| 4          | Christian Cage | Booker T                                    | Cage przypiął Bookera T po wykonaniu frog splash, skacząc z karnej klatki; w międzyczasie Joe wykonywał Bookerowi T Coquina Clutch |
| 5          | Samoa Joe      | Robert Roode                                | Joe przypiął Roode'a po wykonaniu muscle buster.                                                                                   |
| Zwycięzca: | Samoa Joe      | —                                           | Joe powiesił TNA World Heavyweight Championship na haku                                                                            |